# Dariq Whitehead
Pour les articles homonymes, voir Whitehead.
Dariq Miller-Whitehead, né le 1er août 2004 à Newark dans le New Jersey, est un joueur américain de basket-ball évoluant au poste d'ailier.

## Biographie

### Carrière universitaire
Entre 2022 et 2023, il joue pour les Blue Devils de Duke à l'université Duke.

### Carrière professionnelle

#### Nets de Brooklyn (depuis 2023)
Lors de la draft 2023 de la NBA, il est choisi en 22e position par les Nets de Brooklyn.

## Palmarès

### Lycée
- McDonald's All-American en 2022
- McDonald's All-American MVP en 2022
- Jordan Brand Classic en 2022
- Nike Hoop Summit en 2022
- Mr. Basketball USA en 2022
- Naismith Prep joueur de l'année en 2022

## Statistiques

### Universitaires
| Saison    | Équipe   | Matchs | Titul. | Min./m | % Tir | % 3pts | % LF | Rbds/m. | Pass/m. | Int/m. | Ctr/m. | Pts/m. |
| --------- | -------- | ------ | ------ | ------ | ----- | ------ | ---- | ------- | ------- | ------ | ------ | ------ |
| 2022-2023 | Duke     | 28     | 10     | 20,6   | 42,1  | 42,4   | 79,3 | 2,39    | 0,96    | 0,75   | 0,21   | 8,25   |
| Carrière  | Carrière | 28     | 10     | 20,6   | 42,1  | 42,4   | 79,3 | 2,39    | 0,96    | 0,75   | 0,21   | 8,25   |

### Professionnelles

#### Saison régulière
Les statistiques en match de saison régulière en NBA de Dariq Whitehead sont les suivantes :
| Saison    | Équipe   | Matchs | Titul. | Min./m | % Tir | % 3pts | % LF | Rbds/m. | Pass/m. | Int/m. | Ctr/m. | Pts/m. |
| --------- | -------- | ------ | ------ | ------ | ----- | ------ | ---- | ------- | ------- | ------ | ------ | ------ |
| 2023-2024 | Brooklyn | 2      | 0      | 12,0   | 20,0  | 0,0    | 50,0 | 2,00    | 1,50    | 0,00   | 0,50   | 1,50   |
| 2024-2025 | Brooklyn | 20     | 0      | 12,3   | 40,6  | 44,6   | 60,0 | 1,45    | 0,60    | 0,30   | 0,06   | 5,70   |
| Carrière  | Carrière | 22     | 0      | 12,3   | 39,6  | 42,9   | 57,1 | 1,50    | 0,68    | 0,27   | 0,09   | 5,32   |

## Records sur une rencontre en NBA
Les records personnels de Dariq Whitehead en NBA sont les suivants, :
| Type de statistique        | Saison régulière | Saison régulière   | Saison régulière |
| Type de statistique        | Record           | Adversaire         | Date             |
| -------------------------- | ---------------- | ------------------ | ---------------- |
| Points                     | 2                | Bucks de Milwaukee | 27 décembre 2023 |
| Paniers marqués            | 1                | Bucks de Milwaukee | 27 décembre 2023 |
| Paniers tentés             | 5                | Bucks de Milwaukee | 27 décembre 2023 |
| Paniers à 3 points réussis | -                | -                  | -                |
| Paniers à 3 points tentés  | 3                | Bucks de Milwaukee | 27 décembre 2023 |
| Lancers francs réussis     | 1                | Heat de Miami      | 25 novembre 2023 |
| Lancers francs tentés      | 2                | Heat de Miami      | 25 novembre 2023 |
| Rebonds offensifs          | -                | -                  | -                |
| Rebonds défensifs          | 4                | Bucks de Milwaukee | 27 décembre 2023 |
| Rebonds totaux             | 4                | Bucks de Milwaukee | 27 décembre 2023 |
| Passes décisives           | 3                | Bucks de Milwaukee | 27 décembre 2023 |
| Interceptions              | -                | -                  | -                |
| Contres                    | 1                | Heat de Miami      | 25 novembre 2023 |
| Balles perdues             | -                | -                  | -                |
| Minutes jouées             | 21               | Bucks de Milwaukee | 27 décembre 2023 |

- Double-double : 0
- Triple-double : 0

Dernière mise à jour : 26 mars 2024